# Anosia oros
Anosia oros är en fjärilsart som beskrevs av Hans Fruhstorfer 1907. Anosia oros ingår i släktet Anosia och familjen praktfjärilar. Inga underarter finns listade i Catalogue of Life.